# Астрономія на Тайвані
Астрономія в Тайвані включає невелику кількість потужних наукових центрів, освітні програми з астрономії для студентів та аспірантів, а також багато установ для популяризації астрономії.
До 1980-х років астрономія на Тайвані носила периферійній характер, однак, починаючи з 1990-х років, Тайвань швидко вийшов на світовий рівень в астрономічних наукових дослідженнях та освіті.
Головними астрономічними науковими центрами на Тайвані є Інститут астрономії та астрофізики Академії Сініка, а також найбільші університети. На Тайвані працюють кілька обсерваторій, зокрема Обсерваторія Лулінь, однак найкращі спостереження тайванські астрономи проводять в місцях з кращим астрокліматом (Гаваї, Атакама), де вони є співучасниками великих міжнародних спостережних проєктів.

## Історія

### Повільний розвиток астрономії до 1980-х років
Більшу частину своєї історії Тайвань був віддаленим від центрів тогочасної цивілізації й не брав значної участі в наукових дослідженнях.
Поки Тайвань перебував під владою Японії, Кадзуо Кубокава (1903–1943) намагався перетворити острів на міжнародний центр сонячної астрономії. Перед Другою світовою війною розпочалось будівництво Нової обсерваторії Високої гори (New High Mountain Observatory), але ця робота зупинилась зі смертю Кубокави.
У 1945 році на острові була відновлена китайська адміністрація, і китайські вчені почали звертати увагу на наукову інфраструктуру на Тайвані. Астроном Пінцзи Као (1888–1970) з Обсерваторії Пурпурової гори в 1948 році переїхав у Тайбей та заснував Китайське астрономічне товариство.
Однак розвиток астрономії на Тайвані відбувався дуже повільно. На початок 1980-х років єдиною значною астрономічною обсерваторією на Тайвані була обсерваторія Юаньшань у Тайбеї (1963–2000), директором якої був Чанг-Шіен Цай (1923–2009). Ця обсерваторія відіграла важливу роль для розвитку сучасної астрономії на Тайвані, оскільки багато тайванських астрономів отримали там перший науковий досвід та перше зацікавлення астрономією.
У 1960-х роках Цзюньсань Шень (нар. 1932) написав багато статей і книг, які сприяли популяризації астрономії на Тайвані.

### Швидкий розвиток астрономії з 1990-х років
Пожвавлення розвитку астрономії на Тайвані було пов'язано зі створенням у 1992 році одразу двох важливих інститутів - Інституту астрономії при Національному центральному університеті та Інституту астрономії та астрофізики Академії Сініка. Інститут астрономії та астрофізики Академії Сініка почав з радіоастрономічних досліджень, але згодом, залучивши до роботи багато іноземних спеціалістів, охопив багато інших галузей астрономії.
Відтоді кілька університетів створили інститути астрономії та астрофізики або освітні програми в цих галузях - Національний тайванський нормальний університет (1992), Національний університет Цінхуа (2001), Національний тайванський університет (2002) та Національний університет Ченгкун (2008).

## Освіта
На університетському рівні астрономію викладають Національний тайванський нормальний університет, Національний університет Цінхуа, Національний тайванський університет, Національний університет Ченгкун. Загалом тайванські університети щороку набирають до 30 студентів-магістрів та 10–15 аспірантів з астрономії.